# Croatian International 2002
Die Croatian International 2002 fanden vom 21. bis zum 24. März 2002 in Zagreb statt. Es war die vierte Austragung dieser internationalen Meisterschaften von Kroatien im Badminton.

## Medaillengewinner
| Disziplin    | Gold                              | Silber                          | Bronze                             |
| ------------ | --------------------------------- | ------------------------------- | ---------------------------------- |
| Herreneinzel | Przemysław Wacha                  | Liu Zhiyuan                     | Mark Burgess                       |
| Herreneinzel | Przemysław Wacha                  | Liu Zhiyuan                     | Hariawan                           |
| Dameneinzel  | Petya Nedelcheva                  | Tomomi Matsuda                  | Tatiana Vattier                    |
| Dameneinzel  | Petya Nedelcheva                  | Tomomi Matsuda                  | Rhona Robertson                    |
| Herrendoppel | Vincent Laigle Svetoslav Stoyanov | Manuel Dubrulle Mihail Popov    | Bertrand Gallet Jean-Michel Lefort |
| Herrendoppel | Vincent Laigle Svetoslav Stoyanov | Manuel Dubrulle Mihail Popov    | Noriyasu Hirata Liu Zhiyuan        |
| Damendoppel  | Tammy Jenkins Rhona Robertson     | Jane Crabtree Rayoni Head       | Eri Kobiyama Tomomi Matsuda        |
| Damendoppel  | Tammy Jenkins Rhona Robertson     | Jane Crabtree Rayoni Head       | Hana Procházková Ivana Vilimková   |
| Mixed        | Russell Hogg Kirsteen McEwan      | Travis Denney Kate Wilson-Smith | Vladimir Metodiev Diana Dimova     |
| Mixed        | Russell Hogg Kirsteen McEwan      | Travis Denney Kate Wilson-Smith | Harald Koch Verena Fastenbauer     |

## Finalergebnisse
| Disziplin    | Sieger                            | Finalist                        | Ergebnis         |
| ------------ | --------------------------------- | ------------------------------- | ---------------- |
| Herreneinzel | Przemysław Wacha                  | Liu Zhiyuan                     | 7–2, 7–3, 7–3    |
| Dameneinzel  | Petya Nedelcheva                  | Tomomi Matsuda                  | 7–5, 7–1, 5–7, – |
| Herrendoppel | Vincent Laigle Svetoslav Stoyanov | Manuel Dubrulle Mihail Popov    | 7–2, 7–4, 8–6    |
| Damendoppel  | Tammy Jenkins Rhona Robertson     | Jane Crabtree Rayoni Head       | 7–4, 7–3, 7–5    |
| Mixed        | Russell Hogg Kirsteen McEwan      | Travis Denney Kate Wilson-Smith | 7–3, 8–6, 7–2    |